# Лаконска керамика
Лаконската керамика e регионален стил в древногръцкото грънчарство. Характеризира керамиката от Лакония, района около Спарта.
През 6 в. пр. Хр. лаконските вазописци усвояват чернофигурната техника. Изкуствоведи открояват почерка на няколко основни майстори от Спарта:
- Художника от Навкратис (the Naucratis Painter) – втора четвърт на 6 в. пр. Хр.
- Художника на Бореадите (the Boreads Painter), известен още като Художника на Хефест (the Hephaistos Painter) – втора четвърт на 6 в. пр. Хр.
- Художника на Аркесилай (the Arkesilas Painter), работил малко преди средата на века
- Художника на лова (the Hunt Painter) – трета четвърт на 6 в. пр. Хр.
- Художника на ездача (the Rider Painter) – трета четвърт на 6 в. пр. Хр.

През същия период (6 в.) лаконската керамика е изнасяна в Италия (Етрурия и Тарас, спартанска колония в Южна Италия), о-в Самос, и Северна Африка (Навкратис в Египет и Киренайка (Източна Либия)).

|                                                                  |
| Сфинкс – Художника от Навкратис, ок. 570 г. пр. Хр. (Лувър Е664) |

|                                                                        |
| Зевс и орел – Художника от Навкратис, ок. 560 г. пр. Хр. (Лувър Е668). |

|                                                                                              |
| Епонимна ваза на Художника на Аркесилай, ок. 565/560 г. пр. Хр. (Cabinet des Médailles 189). |

|                                                                               |
| Лаконски кратер, 600 – 550 г. пр. Хр. (Мюнхен, Staatliche Antikensammlungen). |

|                                                                                     |
| Епонимна ваза на Художника на ездача, ок. 550 – 520 г. пр. Хр., Британски музей B1. |